# Народний дім (Винники)

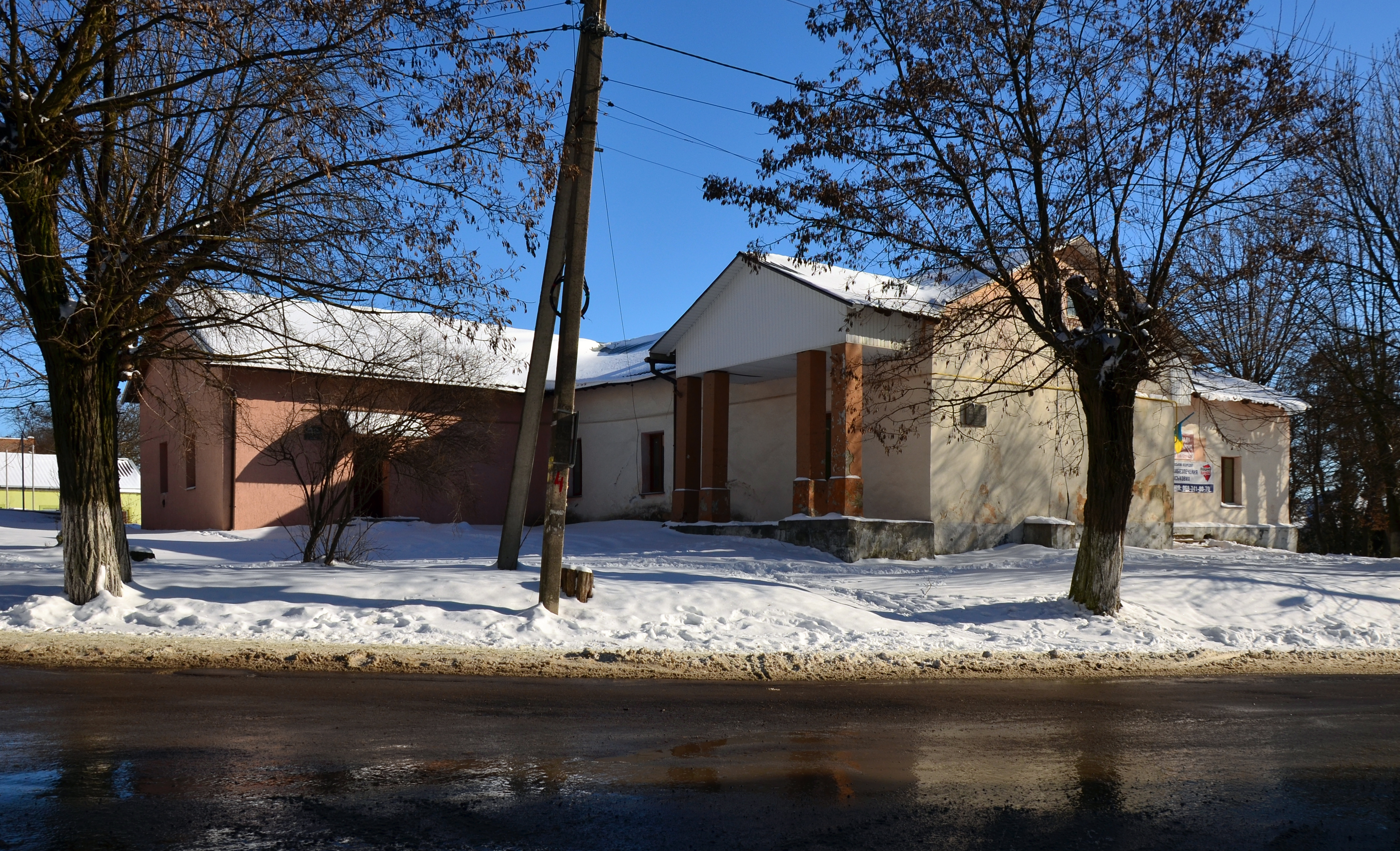
Народний дім у Винниках

Винниківський Народний дім — народний дім, культурна установа міста Винники на Львівщині.Організатори будівництва — отець Гірняк Григорій,Левицький Володимир Лукич, Рак Антін.

## Історія
- 1909 р. — 1910 р. — збір коштів на будівництво Народного дому (Левицький Володимир Лукич і Рак Антін). [1].
- 31 липня 1910 р. — фестини у Винниках (дохід - на будівництво Народного дому). Українці Винник придбали 2 га землі в центрі міста для будівництва читальні).[1].
- 21 вересня 1924 р. — відкрито дім читальні «Просвіта».[1].

За радянської влади назву "народний дім" було заборонено. Його функцію виконував клуб, а пізніше Будинок культури.  1991 р.  Будинок культури перейменували на  Народний дім Винники, це була загальна тенденція для  Галичини. 
- Протягом 1939 р. — 1952 р. у приміщенні клубу діяла бібліотека для дорослих (колишня читальня «Просвіта»).[1].
- 1960-ті рр. (середина) — Анна Михайлівна Сенчишин директор Будинку культури (Народного дому м. Винники).[1].
- 1989 р. (літо) — вокальний ансамбль «Винниківчани». Керівники — Сенчишин Анна Михайлівна, Завербний Володимир Семенович.[1].
- 1995 р. — дитячий вокально-хореографічний ансамбль «Сунички» (Наталія Вінярська).[1].
- 2000 р. — ансамбль естрадно-спортивного танцю «Модерн» (Наталія Вінярська).[1].
- 1 січня 2004 р. — Наталія Вінярська директор Народного дому м. Винники.[1].